# モーリタニア

モーリタニア・イスラム共和国
الجمهورية الإسلامية الموريتانية

国の標語：Honneur, Fraternité, Justice
（フランス語: 名誉、友愛、正義）
国歌：
نشيد وطني موريتاني（アラビア語）
モーリタニア国歌
  

モーリタニア・イスラム共和国（モーリタニア・イスラムきょうわこく、アラビア語: الجمهورية الإسلامية الموريتانية）、通称モーリタニアは、アフリカ北西部に位置する共和制国家。
北西に西サハラ（サハラ・アラブ民主共和国）、北東にアルジェリア、東と南にマリ、南西にセネガルと国境を接し、西は大西洋に面する。
大西洋沖の西にはカーボベルデが存在する。
首都はヌアクショットである。2023年の人口は約502万人。
アフリカ世界とアラブ世界の一員であり、アフリカ連合とアラブ連盟に加盟している。アラブ・マグリブ連合にも加盟しており、広義のマグリブ諸国に含まれる。

## 国名
正式名称はアラビア語で、الجمهورية الإسلامية الموريتانية（Al-Jumhuriya al-Islamiya al-Muritaniya、アル・ジュムフーリーヤ・アル・イスラーミーヤ・アル・ムーリーターニーヤ）、通称موريتانيا（Muritaniya、ムーリーターニーヤ）。
公式の英語表記は、Islamic Republic of Mauritania。通称、Mauritania。
日本語の表記は、モーリタニア・イスラーム共和国。通称、モーリタニア。
国名はアフリカの地中海岸に位置したベルベル人の古代国家マウレータニア（現在のアルジェリアとモロッコ）からとられている。

## 歴史

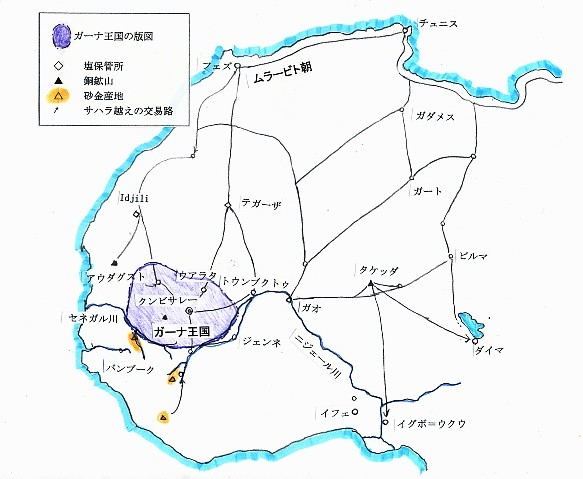
ガーナ王国の領域と当時の交易路（11世紀）

8世紀（4世紀との説もある）ころから、国土の南東部に残されたクンビ＝サレーを首都として、ガーナ王国が繁栄した。ガーナ王国は、セネガル川上流のバンブク周辺から産出される金とサハラ砂漠の岩塩から採取される塩、北方からの銅製品や衣服、装身具などの各種手工業製品の交易路を押さえ、その中継貿易の利で繁栄した。このようなサハラ越えの隊商交易の利を押さえようとしたムラービト朝に1077年に滅ぼされるまでその繁栄は続いた。
世界遺産にもなっているシンゲッティ（シンキート）、ウアダン、ティシット、ウアラタの隊商都市は、ガーナ王国と並行して発展し、ガーナが滅亡した11〜12世紀にも繁栄を続けた。シンゲッティは、モーリタニア北西部に位置し、古くからシンゲッティ王国の首都であったが、12世紀ごろになるとメッカの巡礼地の出発点となり、イスラム学者、学生、修道士などが集まる文化都市となった。シンゲッティ北東約100kmに位置するワーダーンは、マリ帝国で産出する金や北西約200kmに位置するイジルの岩塩から採取される塩の取り引きのための中継地にあたるため、その交易の利で12世紀ころから数百年にわたって繁栄した。内陸部のティシートもムラービト朝やムワッヒド朝の外周都市としてやはりイジルの岩塩によって繁栄した。16世紀にオウド＝ベラ族に要塞都市に造り替えられた。その後、交易路が変わったために衰退した。

### フランス植民地時代
19世紀末には南のセネガルを植民地化したフランスの進出が始まり、1904年には全域が植民地化され、フランス領西アフリカの一部となった。ただしモーリタニアには都市らしい都市が存在しなかったため、首都はセネガル植民地北部のサン・ルイに置かれていた。
1946年には本国議会への参政権が与えられると同時に植民地議会が開設され、1958年にフランス共同体が発足すると、共同体内の自治国となった。またこの年、中部の海岸にサン・ルイに代わる将来の首都になるべき都市としてヌアクショットが建設された。「アフリカの年」こと1960年11月28日に、アフリカ諸国の独立が進む中で独立を達成した。

### 独立後
初代大統領にはモーリタニア再編党のモフタール・ウルド・ダッダが就任した。1960年の独立の翌1961年に憲法が制定された。フランス第五共和政と同様に、大統領の権限が強いものであった。またこの時、再編党が残存他政党を吸収してモーリタニア人民党へと改組され、一党制が確立した。1965年の憲法改正では一党独裁、社会主義政権の方針が規定された。ダッダ政権は当初は親フランスであったが徐々にアラブ圏へと軸足を移していき、1973年にはCFAフラン圏を脱退して独自通貨ウギアを導入するとともに、アラブ連盟へと加盟した。
ダッダ政権は大モーリタニアを掲げ、モロッコと共に西サハラの領有権を主張し、1975年に南部を占領してポリサリオ戦線と対立した。しかし、兵力わずか2500人の国軍とポリサリオ戦線との戦いによる負担は重く、国境沿いに位置するズエラット鉄鉱山やモーリタニア鉄道といった産業施設を攻撃されて経済は混乱。宗主国のフランスからの支援を仰ぐものの、突破を許して首都ヌアクショットまで攻撃を受けるなど劣勢となった。1978年7月10日、和平を望んだ軍参謀長のムスタファ・ウルド・サレクがクーデターを起こしてダッダや閣僚らは失脚して拘束。一党独裁体制を敷いてきたモーリタニア人民党と議会は軍部により解散させられた。しかしサレクはモロッコとの連携を重視して戦線との戦闘を続けたため混乱は続き、翌1979年4月にモハメド・クーナ・ウルド・ハイダラがサレクを追い落として実権を握り、同年ポリサリオ戦線との和平協定が結ばれた。

### タヤ政権
和平は成立したものの、ハイダラ政権も安定せず、1984年にはクーデターでマーウイヤ・ウルド・シディ・アハメド・タヤが政権を掌握した。1989年にモーリタニア・セネガル国境紛争が勃発し、数万人に及ぶ両国国民が相互に両国国内から追放された。タヤ大統領は、1991年に複数政党制を導入して民政移管を行い、1992年及び1997年の大統領選挙で勝利を収めた。
2000年には中華人民共和国の援助で新しい大統領府が建設された。2004年にはサバクトビバッタの大量発生 (2004年)が発生している。

### アブダライ政権
2005年8月にはタヤ大統領不在時に軍部が無血のクーデターにより政権を掌握した。その結果「正義と民主主義のための軍事評議会」が設置され、民政移管を公約に掲げた。この公約は実行され、2006年6月25日には憲法改正国民投票が実施され、有効投票の約97%が改正を承認。政権交代の原則が公認される。11月から12月にかけて国民議会・地方議会、2007年1月に上院議会のそれぞれの議員選挙が行われた。2007年3月11日に大統領選挙第1回投票が行われ、3月25日に決選投票が行われた結果、シディ・モハメド・ウルド・シェイク・アブダライ元水産相が新大統領に選出された。

### アブデルアズィーズ政権
2008年8月6日、軍事クーデターが発生し、アブダライ大統領、ワクフ首相、内相が軍に拘束されていると報道された。また、クーデター実行部隊は同大統領らを拘束したムハンマド・ウルド・アブデルアズィーズ大統領警護隊長を議長とする「高等国家評議会」の樹立を宣言した。このクーデターについて、欧米各国、アフリカ連合、アラブ連盟は非難声明を出し、アブダライ大統領を権力に復帰させるよう求めた。高等国家評議会は、2009年6月に民主化のための選挙を行うと表明。2008年12月には、拘束されていたアブダライ大統領をはじめとする旧政府要人が解放されたが、2009年1月には現政権支持派によるアブダライ批判デモが起こるなど、不安定な状態が続いた。
2009年6月実施予定の大統領選に出馬するため、アブドゥルアズィーズは2009年4月に軍政トップを辞任した。大統領選は予定通り6月に実施され、アブドゥルアズィーズが当選した。2014年の大統領選挙でもアブドゥルアズィーズは再選された。
2019年6月の大統領選挙で、アブドゥルアズィーズ側近のガズワニが当選した。

## 政治

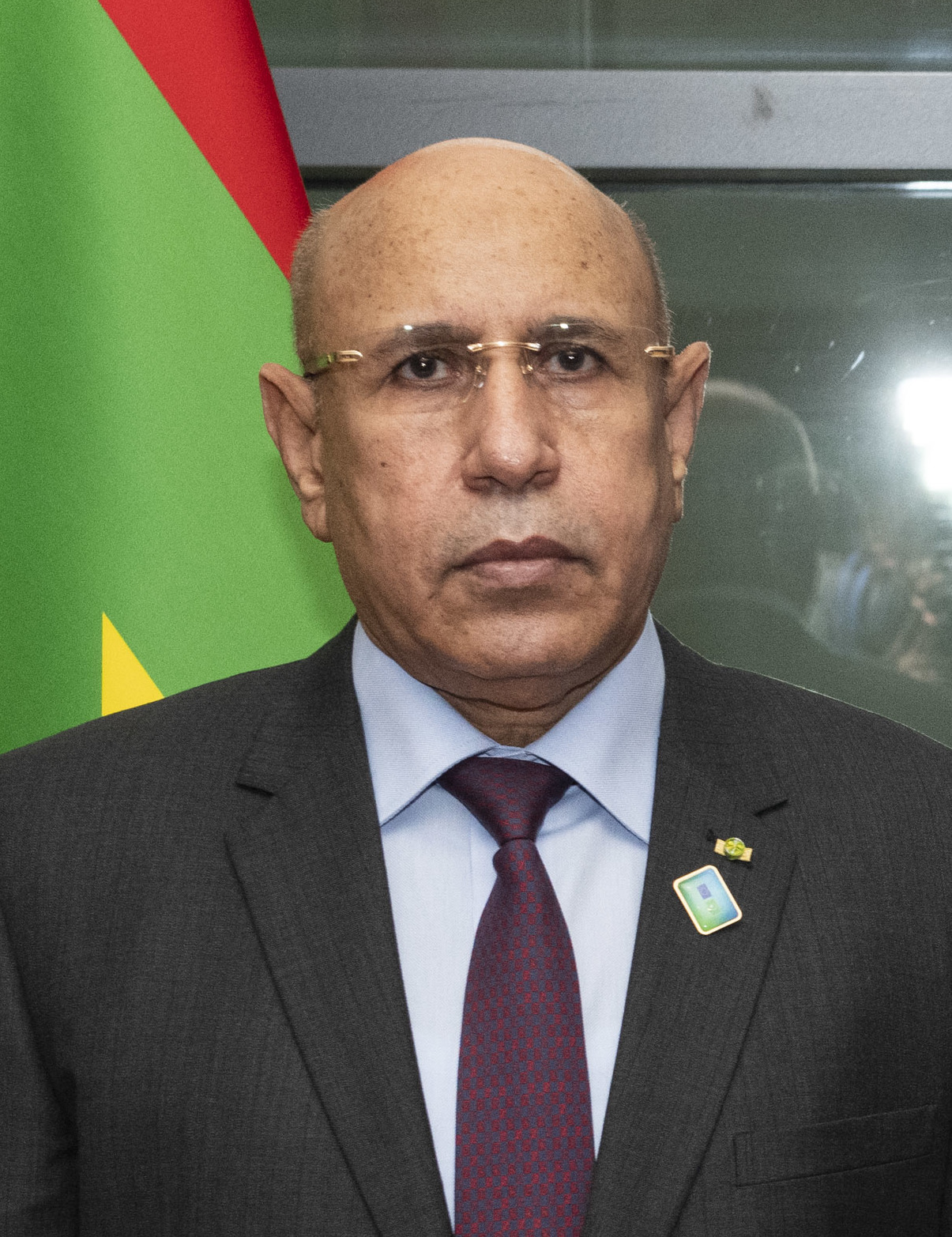
第5代大統領モハメド・ウルド・ガズワニ

モーリタニアは共和制国家であり、大統領制を取る。現行の憲法は1991年7月に制定された。議会はかつて直接選挙による国民議会（下院）と、間接選挙による上院の二院制を取っていたが、2017年に上院を廃止する憲法改正国民投票が行われて可決されたため、一院制へと移行した。大統領は直接選挙で選出され、任期は5年、2期までとなっている。

## 国際関係
外交面では非同盟を軸として穏健中立を貫くとともに、フランスを始めとする先進諸国との関係強化を進めている。アラブ・マグレブ連合（AMU）のメンバーとしてイスラム諸国との域内協力に積極姿勢を示す一方で、1999年10月にはイスラエルとの外交関係を樹立した。
モーリタニアはアラブ系民族であるムーア人が支配民族に位置し、アラビア語を公用語とするアラブ系国家として、アラブ連盟加盟国である。アラブ諸国内ではモロッコ及びリビアと外交的に対立し、チュニジアおよびイラクと友好関係を保っている。しかしその一方で、親米姿勢を取り、イスラエルを承認し、1999年にはイスラエルと外交関係を樹立した。しかし2008年に始まったイスラエルによるガザ侵攻に反発し、2009年にイスラエルとの外交関係を断絶し、再び反イスラエルに転じている。
スペインが旧スペイン領サハラを放棄すると、モロッコ同様に領土権を主張し、南部を占領した。しかしポリサリオ戦線の抵抗に遭い、1979年4月に和平協定を結んで領有権を放棄している。
1989年に南隣のセネガルとの間でモーリタニア・セネガル国境紛争が勃発した。

### 日本との関係
東日本大震災の際には総額4570万円を日本に寄付している。
- 在留日本人数 - 18名（2021年10月現在）[20]
- 在日モーリタニア人数 - 22名（2021年6月現在）[20]
- 中村正明 - 1978年、26歳の時に国際協力事業団（現JICA）からモーリタニアにただ1人派遣され7年間漁業指導を行った。元々、産業としての漁業は発展していない国であったため人材・物資・技術に乏しく指導は困難であった。ある時、良好なタコの漁場がある事が分かりタコ漁を軸に進めていく事になった。タコ漁が軌道に乗ると公務員の数倍以上の収入を目当てに漁師になる人が増え、漁で使うタコツボの生産工場も作られるようになった[21][22][23]。2015年現在、日本の輸入タコは1位はモーリタニア産で、3分の1を占める。後に、日本かつお・まぐろ漁業協同組合顧問、JICAの初代水産専門家に就任。その功績が認められ、2010年に大統領から国家功労賞を授与された[24]。
- 前野ウルド浩太郎 - サバクトビバッタの防除技術の研究開発のためモーリタニアに滞在し、現地の文化を著書に記している。

駐日モーリタニア大使館
- 住所: 東京都目黒区五本木1丁目16-17
- アクセス: 東急東横線祐天寺駅西口1

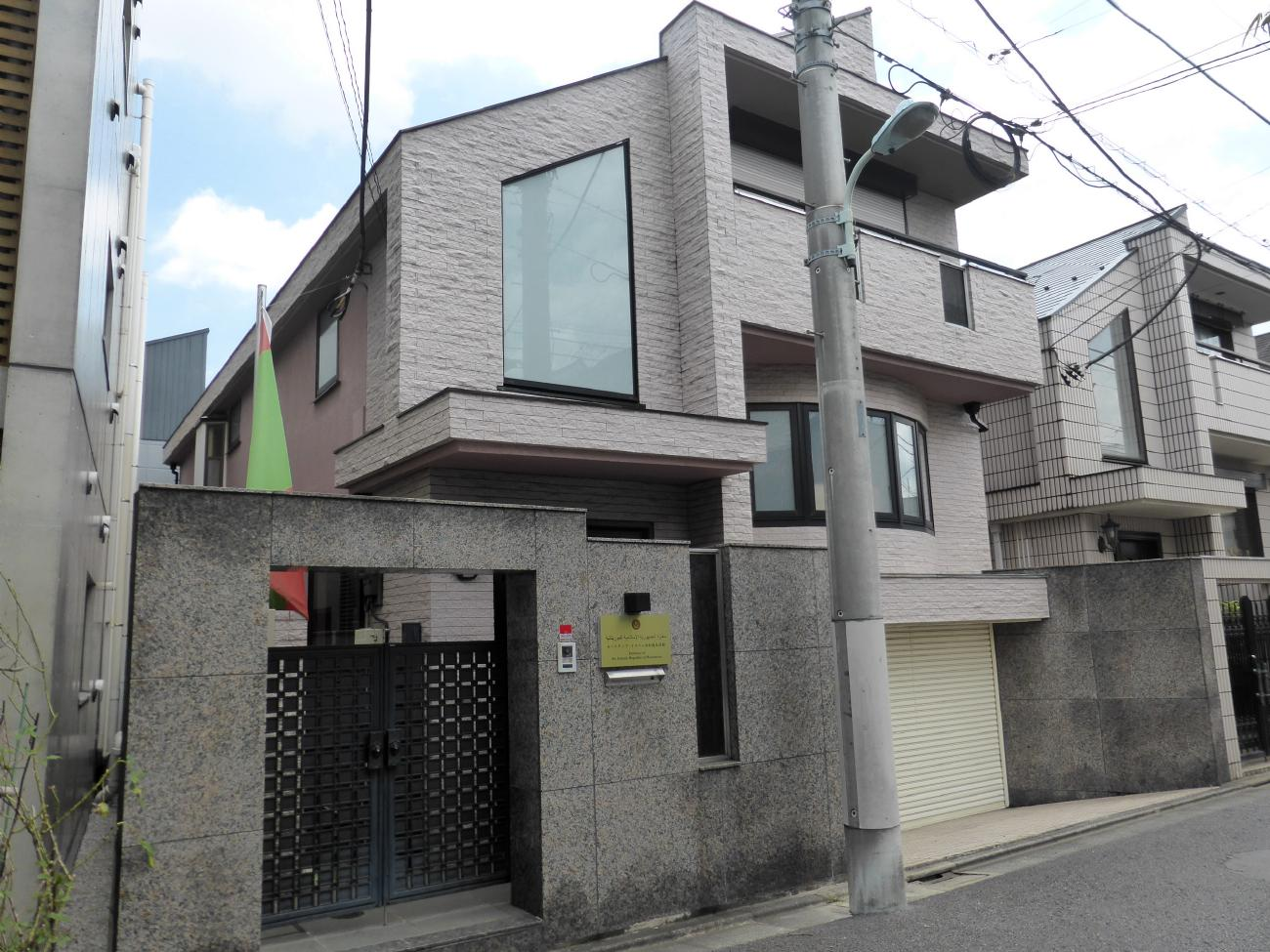
モーリタニア大使館全景
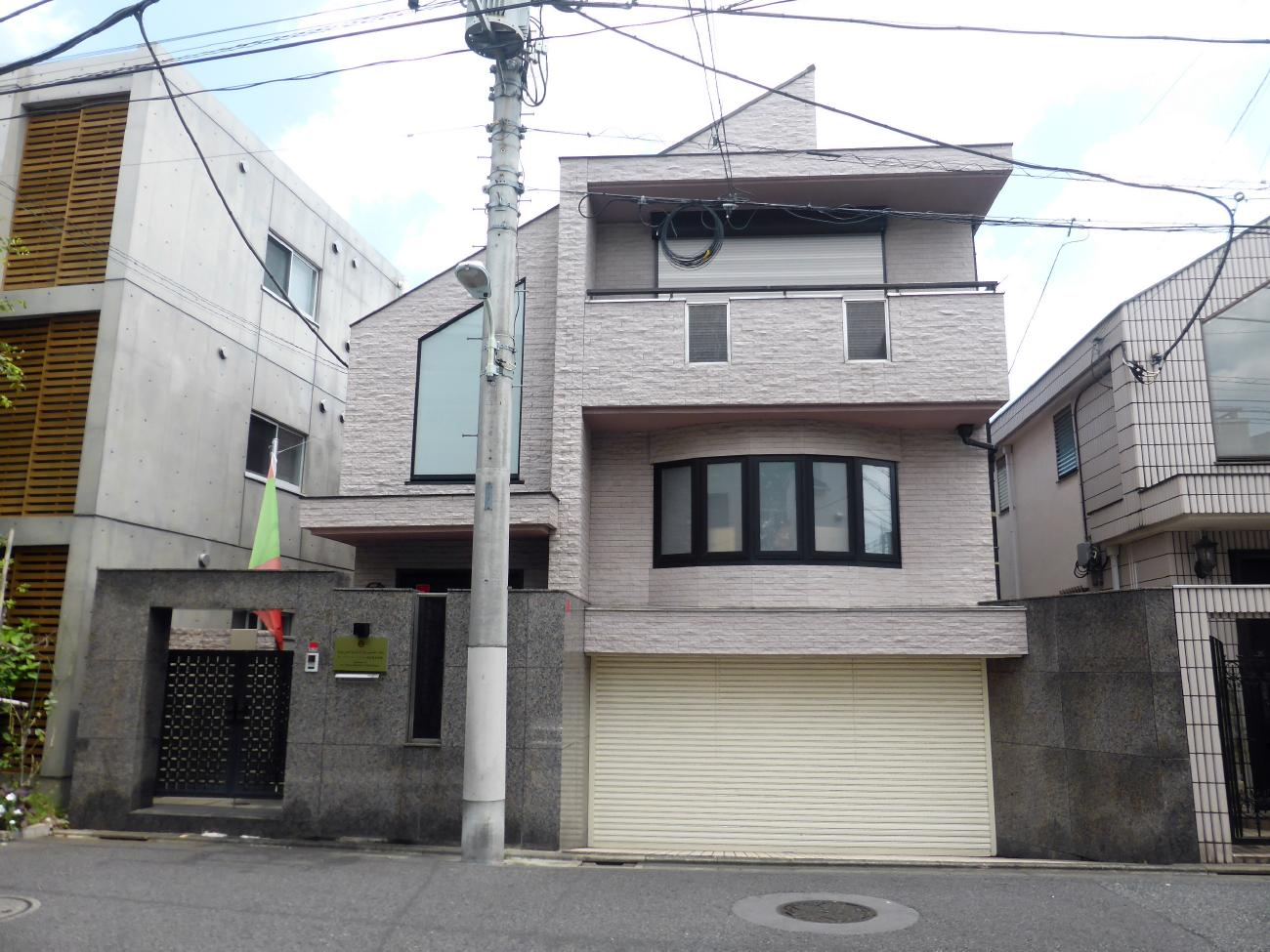
モーリタニア大使館正面
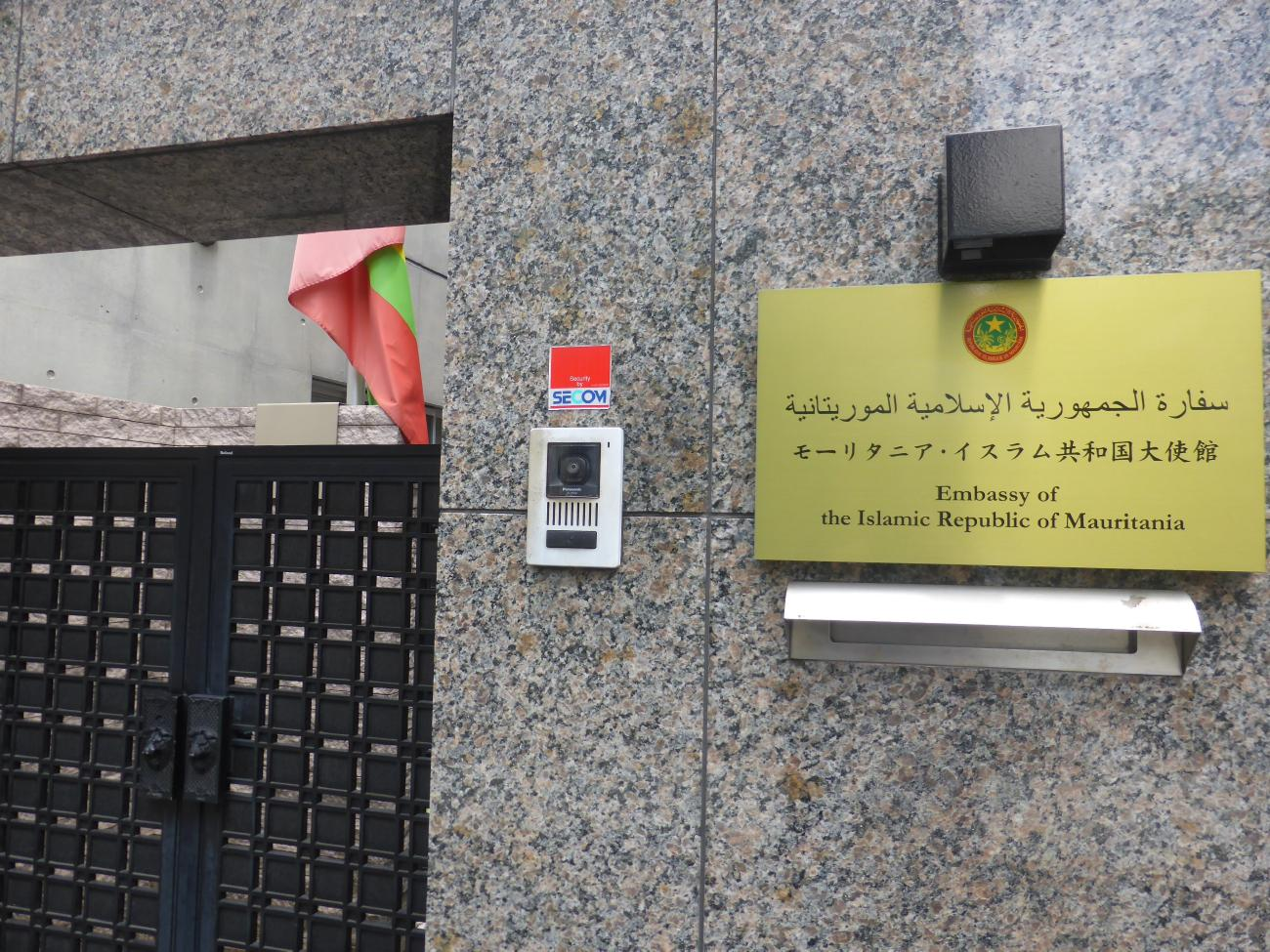
モーリタニア大使館表札

## 地方行政区分
15の州に分かれている。
1. アドラル州 (Adrar)
2. アサバ州 (Assaba)
3. ブラクナ州(Brakna)

モーリタニアの地方行政区分

4. ダフレト・ヌアジブ州 (Dakhlet Nouadhibou)
5. ゴルゴル州 (Gorgol)
6. ギディマカ州 (Guidimaka)
7. ホズ・エッシャルギ州 (Hodh Ech Chargui)
8. ホズ・エルガルビ州 (Hodh El Gharbi)
9. インシリ州 (Inchiri)
10. ヌアクショット (Nouakchott) - 北ヌアクショット州、西ヌアクショット州、南ヌアクショット州の3州に分割される
11. タガント州 (Tagant)
12. ティリス・ゼムール州 (Tiris Zemmour)
13. トラルザ州 (Trarza)

### 主要都市
最大都市は中部海岸にある首都のヌアクショットである。ヌアクショットは独立後に首都を置く想定で1958年に建設された都市であるが、1960年に独立し首都がセネガルのサン・ルイから移転されると、乾燥化が進む国内から人々が移住するようになり、人口は急速に増大した。2014年の都市圏人口は94万5000人を数え、サハラ砂漠最大の都市となっている。これに次ぐ都市は海岸部の北端に位置するヌアディブである。ヌアディブは良港をもち、1963年に内陸のズエラット鉄山からモーリタニア鉄道が開通した後は鉄鉱石の積出港として発展した。また水産業の拠点としても重要な位置を占める。南部にはセネガル川沿いにロッソやカエディなどいくつかの都市が存在する。

## 地理

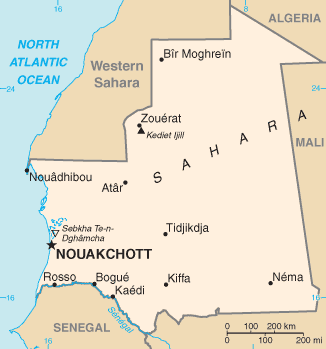
モーリタニアの地図

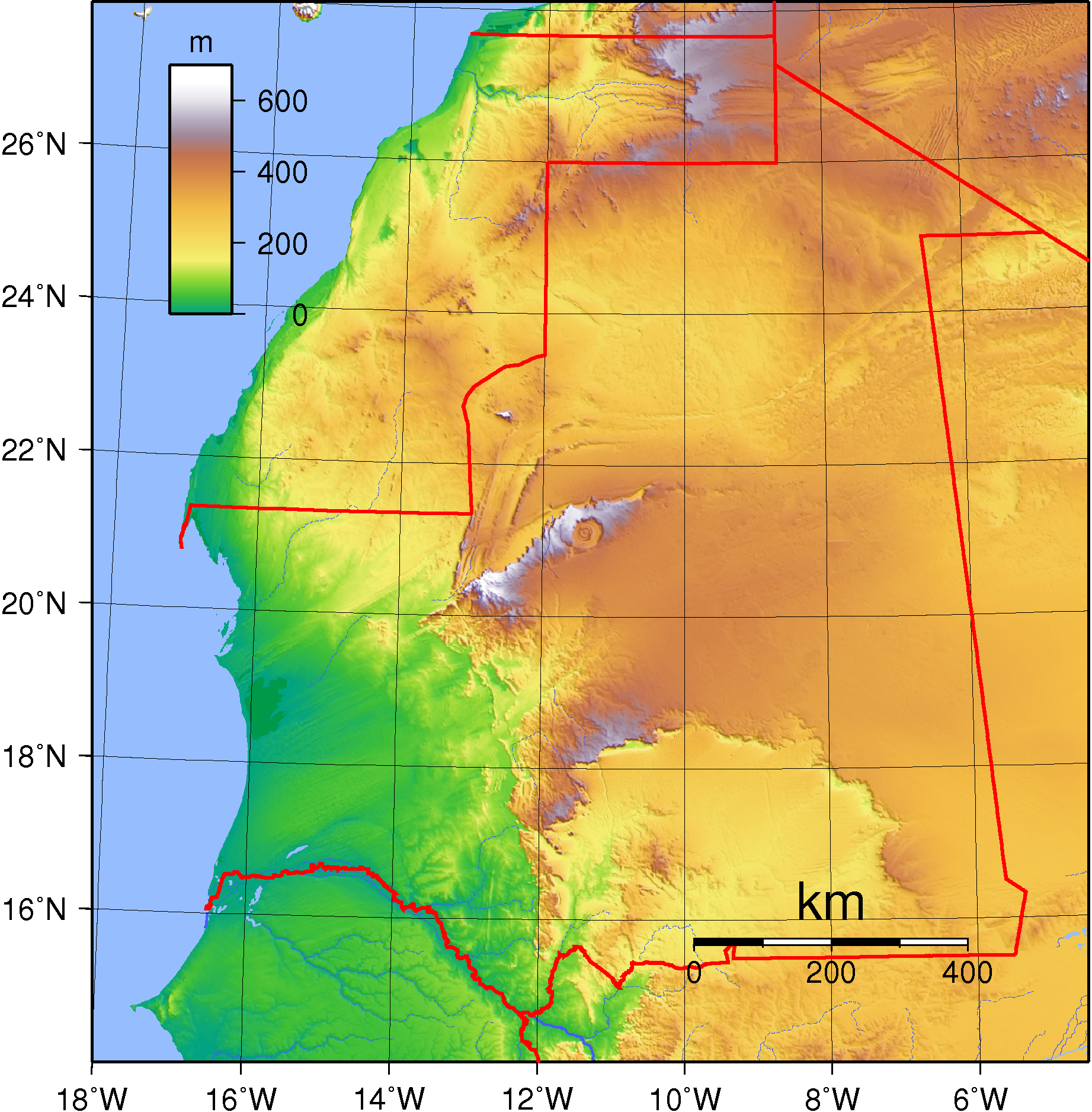
地形図

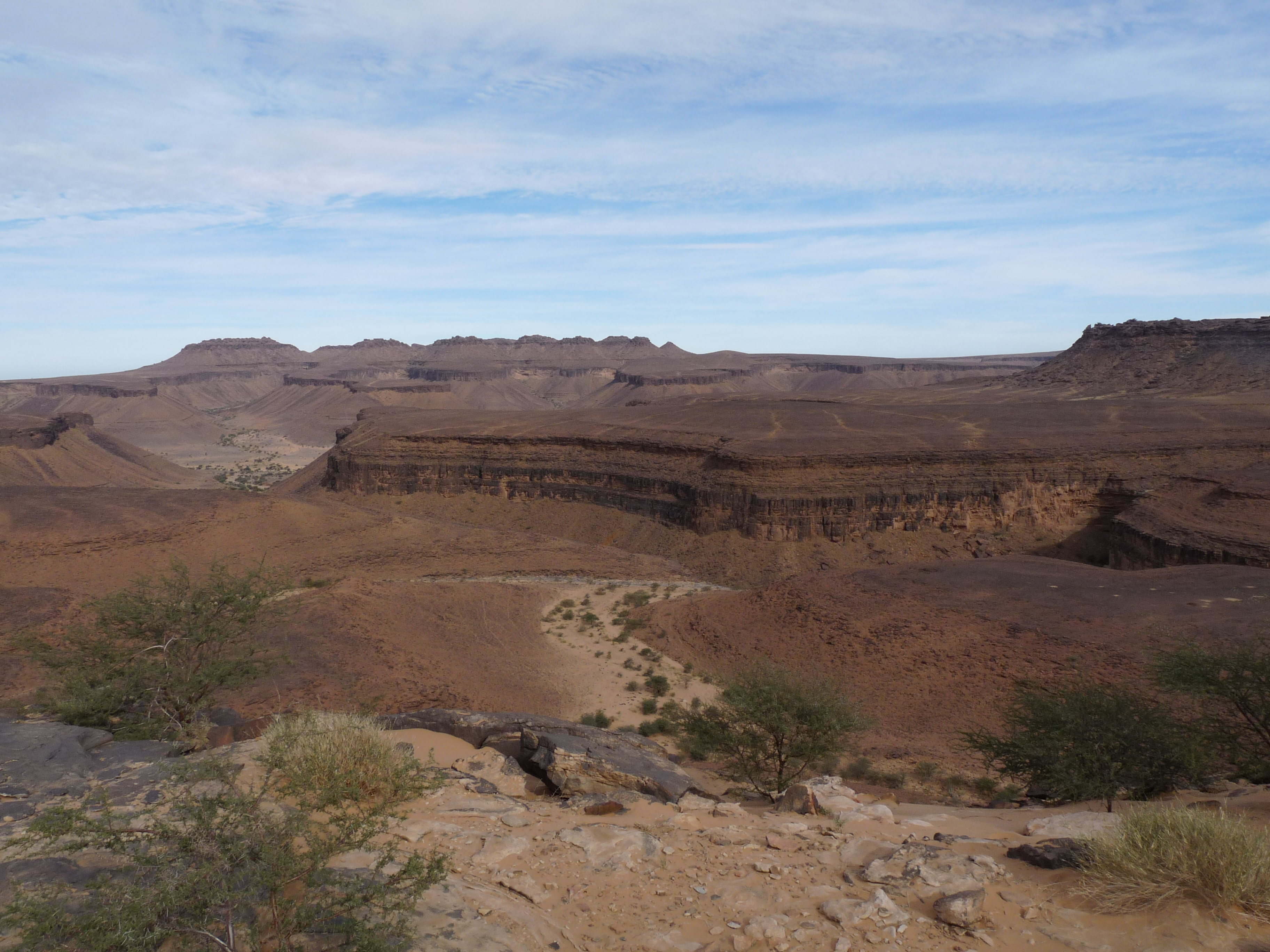
シンゲッティのあるアドラール高原

アフリカ大陸の西側に位置するモーリタニアは、おおむね平坦で日本の約3倍の国土面積を持つ。全土がサハラ砂漠に位置するため、国土の90%以上が砂漠であり、中央部にリシャット構造と呼ばれる同心円状の特徴的な地形がある。南部のセネガル国境を成すセネガル川流域や点在するオアシスが僅かに乾燥を免れた地域となっている。大西洋岸とセネガル川流域には平野が広がり、内陸部は高原となっている。国内最高峰は北部のズエラート付近にあるケディエ・エジュ・ジル山（915m）で、全山が磁鉄鉱からなるためコンパスを狂わすと言われる。
近年サハラ砂漠の砂漠化の拡大が問題となっている。
砂漠化の加速について、環境上の特徴や、地球温暖化を含む気候変動など、複数の要因があげられる。また、この砂漠化は、砂嵐などによる砂丘での砂の移動によって悪化している。加えて、首都ヌアクショットでの持続不可能な農業とその他の土地利用に代表される、土壌と水の拙い管理が砂漠化の悪化を一層深刻にさせている。
ケッペンの気候区分によれば、全土が砂漠気候であるが、南部のサヘルはステップ気候になる。冬にハルマッタンと呼ばれる北東の風が吹き出す。低緯度地域ではあるが、沿岸部は寒流であるカナリア海流の影響により、温暖な気候となっている。首都ヌアクショットの年間降水量は100mmを越えない。

### サバクトビバッタの大発生
サバクトビバッタの大量発生 (2004年)の被害を受けた。

## 経済

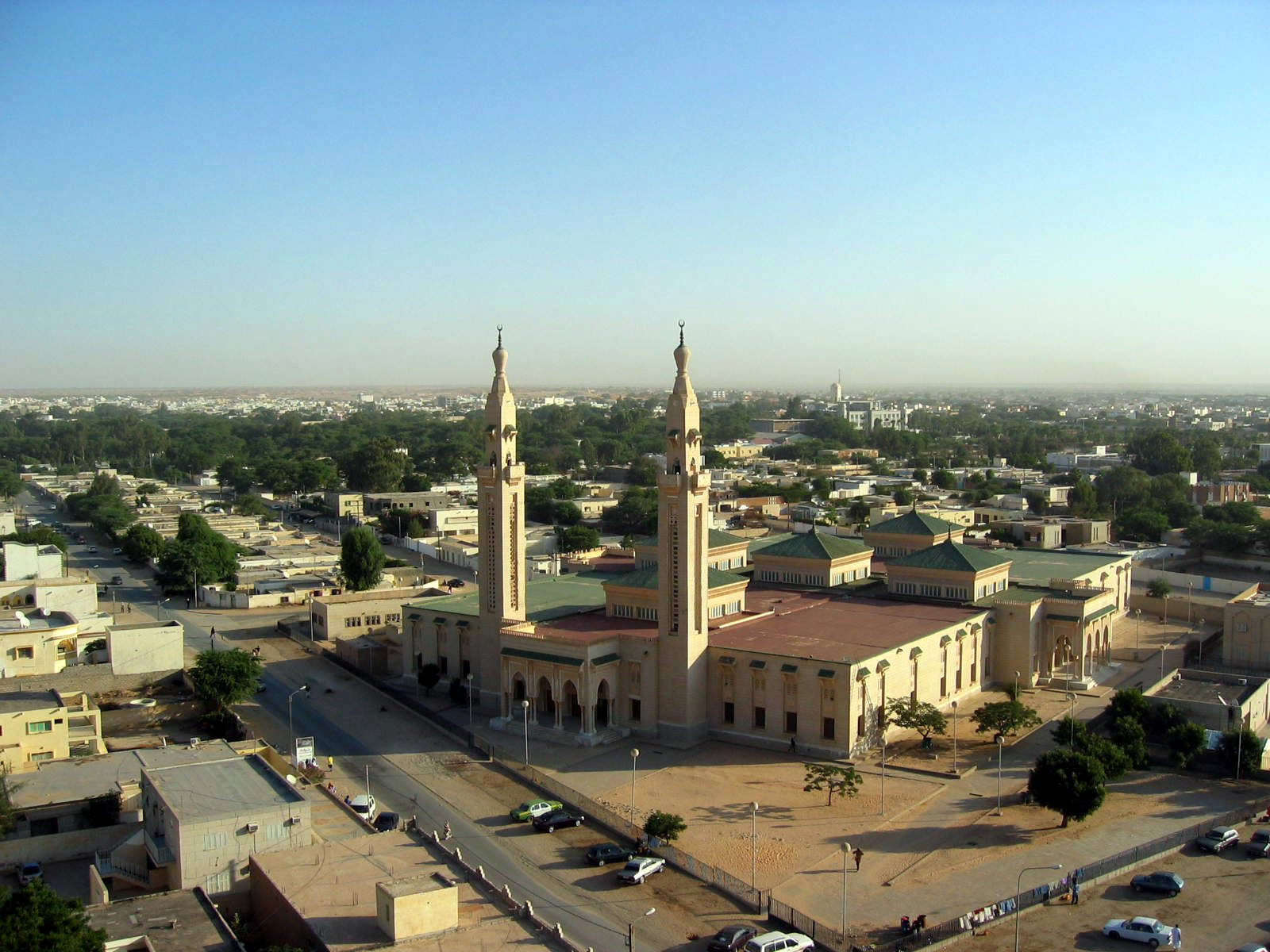
首都ヌアクショット

モーリタニアは国土のほとんどが砂漠に覆われ、可耕地は国土のわずか0.4%に過ぎないため、農業は南部のセネガル川沿岸および各地のオアシスで行われるにすぎない。牧畜は古くからのこの地域の主産業であり、農業よりもはるかに大きい規模を持つが、輸出はあまり盛んではない。
モーリタニアの主産業は鉱業であり、なかでも北部のズエラットで採掘される鉄鉱石が経済の柱となっている。ズエラットの鉄鉱は1951年に開発が始まり、1963年には輸送用のモーリタニア鉄道が開通して採掘が本格化した。鉱山および鉄道は1974年に国有化され、1976年には総輸出額の90%を鉄鉱が占めたものの、ポリサリオ戦線との戦争から始まる混乱期に生産が一時激減し、1983年にはいったん輸出額は水産物に抜かれた。しかしその後生産は回復し、2014年度には鉄鉱石輸出は輸出の39.9%を占めて最大輸出品となっている。このほか、金が輸出の15.1%、銅が輸出の10.1%を占めるなど、鉱業がモーリタニア経済に占める割合は大きい。
これに加え、2000年代に入りヌアクショットの沖で油田が発見され、石油の輸出に大きな期待がもたれた。これを受け、モーリタニア政府は2005年9月に「採掘産業の透明性イニシアティヴ（ITIE）」に参加し、「石油収入国家基金」を法により設立し、石油から得た収入を全額基金に振り込むことを決定した。基金は国外の銀行に設けられ、国際監査を受ける。政府は、モーリタニア石油資源管理に大きな特権を有する国営石油会社「モーリタニア炭化水素公社 Société Mauritanienne des Hydrocarbures（SMH）」も設立した。2006年2月からChinguetti海上油田が生産を開始し、同年の経済成長率は11.7%を記録したものの、その後石油生産は伸び悩み、2013年の原油生産量はわずか33万トンにとどまっており、国内需要70万トンすら満たせていない状況である。

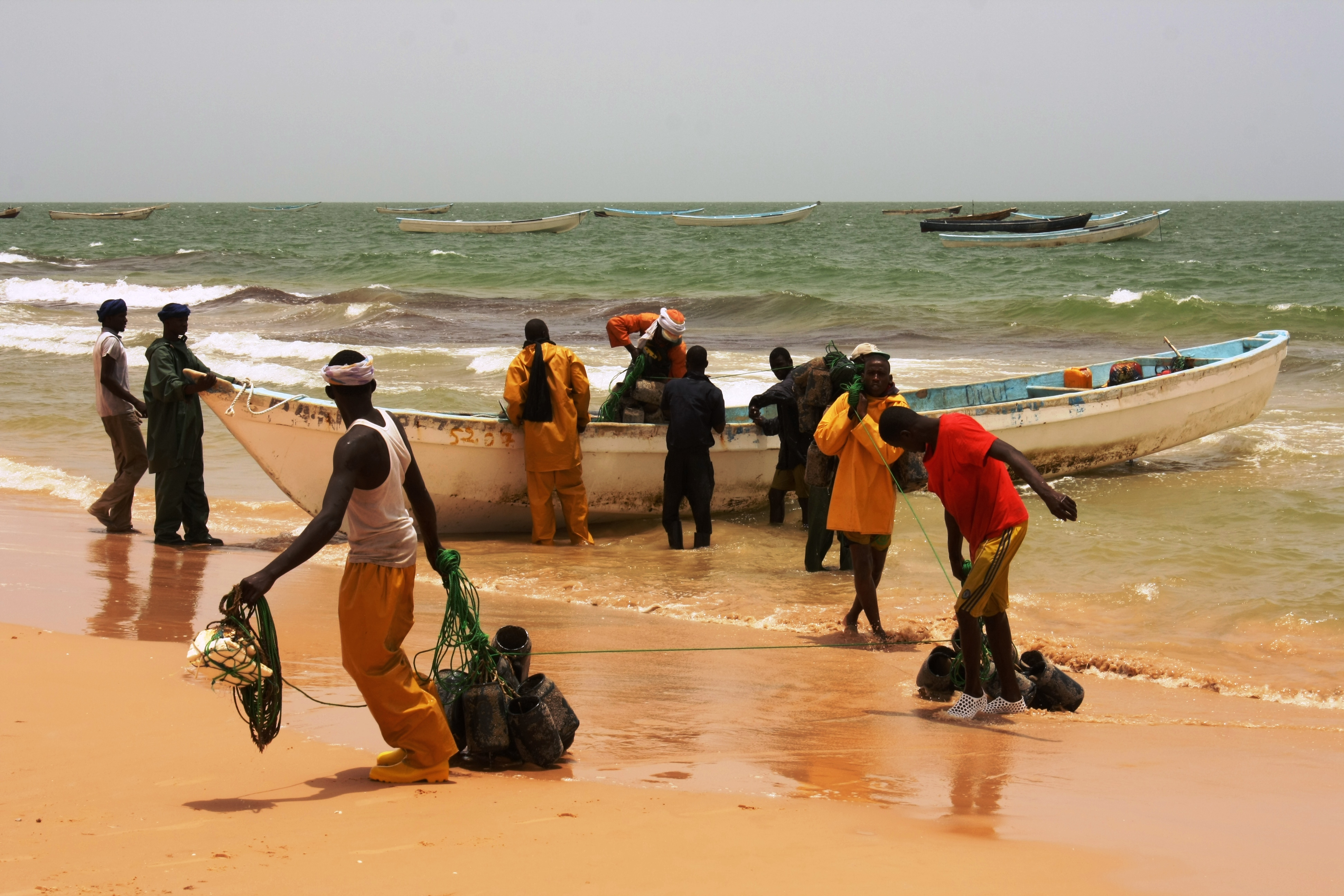
タコ漁から陸へ帰ってくるモーリタニアの漁民

鉱業と並ぶモーリタニア経済のもう1つの柱が水産業である。2014年度には魚介類輸出が輸出の14.7%、これと別枠でイカ・タコ類が10.6%を占め、おおよそ輸出の4分の1が水産物で占められている。日本が輸入するマダコの主要輸入先の一国である。特にタコは日本で食べられているタコの3割（他、日本30% 中国11% モロッコ10% その他19%〜財務省 貿易統計【2012年】）を占めている。日本へのタコ輸出額は2014年度で約110億円にのぼる。このため、日本との貿易ではモーリタニアは大幅な黒字を計上している。

## 交通

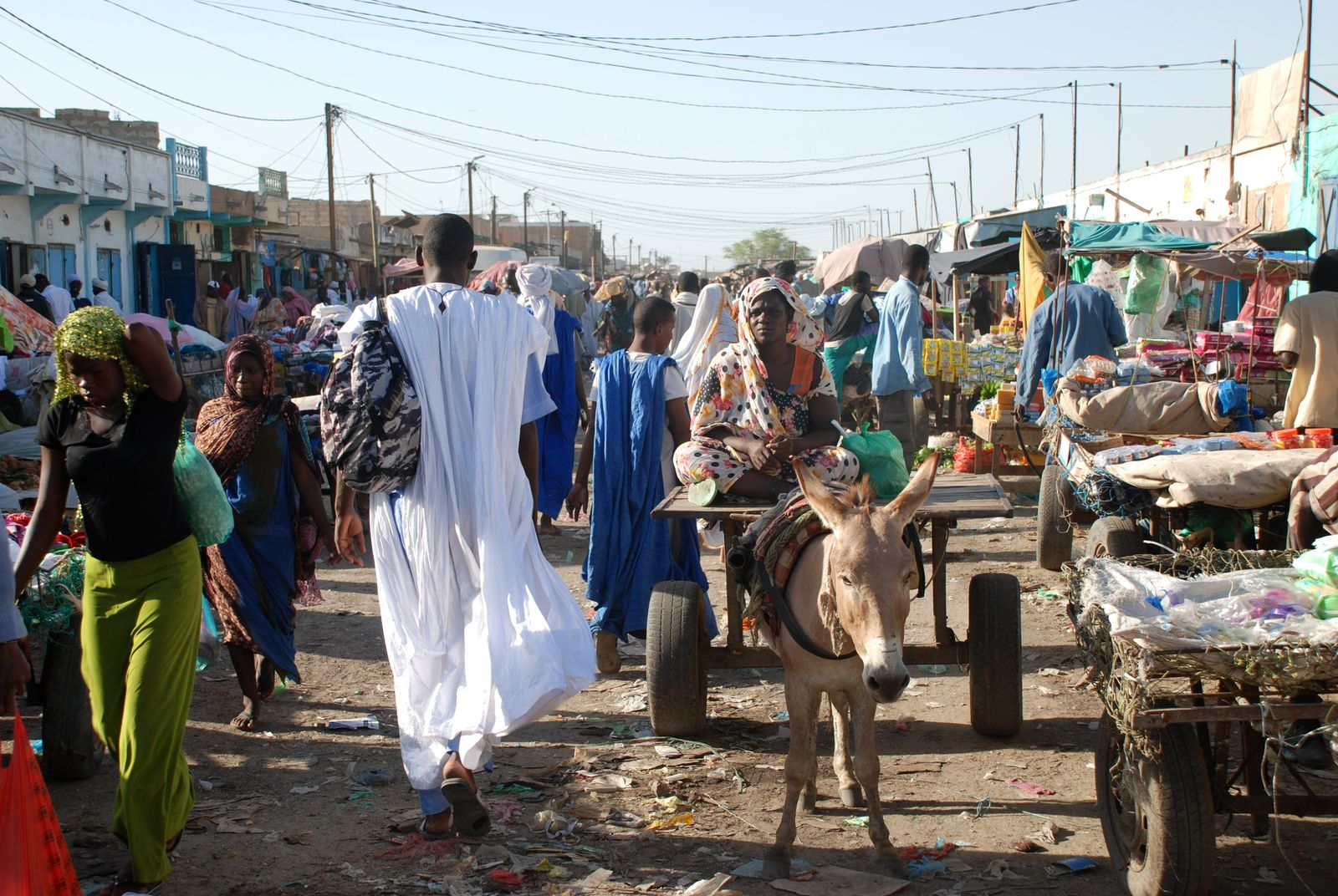
道を行き交うシャレット（ヌアクショット）

### 道路
道路は右側通行である。交通ルールを守らないドライバーが多く、道路上を動物が歩き回るなど条件は悪い。ロバに台車を引かせる『シャレット』が多数公道を走行しているが、遅いため渋滞の原因になっている。
交通機関として目的地まで向かうタクシーと、決まったルートをピックアップトラックなどで巡回する乗り合いタクシーが存在する。乗り合いタクシーは安価だが限界まで人を詰め込むという。

### 鉄道
内陸のズエラット鉱山から海港都市ヌアディブまで、1963年に建設されたモーリタニア鉄道が運行している。モーリタニア鉄道の貨物列車はズエラット・ヌアディブ間717kmで鉄鉱石を運搬しており、1本の車両につき車両数210両、長さは約3kmもあり、旅客利用も可能である。

## 国民

### 民族
国民の40%がムーア人（アラブ人とベルベル人の混血）と黒人の混血、あとの30%ずつがムーア人と黒人である。黒人諸民族は、人口の7%を占めるウォロフ人のほか、トゥクロール人、en:Haratin、セレール族、ソニンケ族、プル人などが居住する。多年のムーア人支配の影響で、社会の上層部はムーア人が占める。アラブ人には遊牧生活を営むベドウィンも存在する。

### 言語
アラビア語を公用語とする。モーリタニアで話されているアラビア語は「ハッサーニーヤ」と呼ばれ、黒人言語やベルベル語、フランス語の影響を受けている。支配層のムーア人は人種的にはベルベル人の要素が強いが、文化的には長い間のイスラームの影響によりアラブ化しており、ベルベル語を保っているものは少数である。高等教育を受けた、商業関係者、政府役人、教育関係者の間では多くフランス語が用いられており、ドライバーや警備員など外国人を相手にする者にも広く通じる。英語は入国審査官や研究者などごく一部の者にしか使われない。その他、ウォロフ語なども使われている。

### 教育

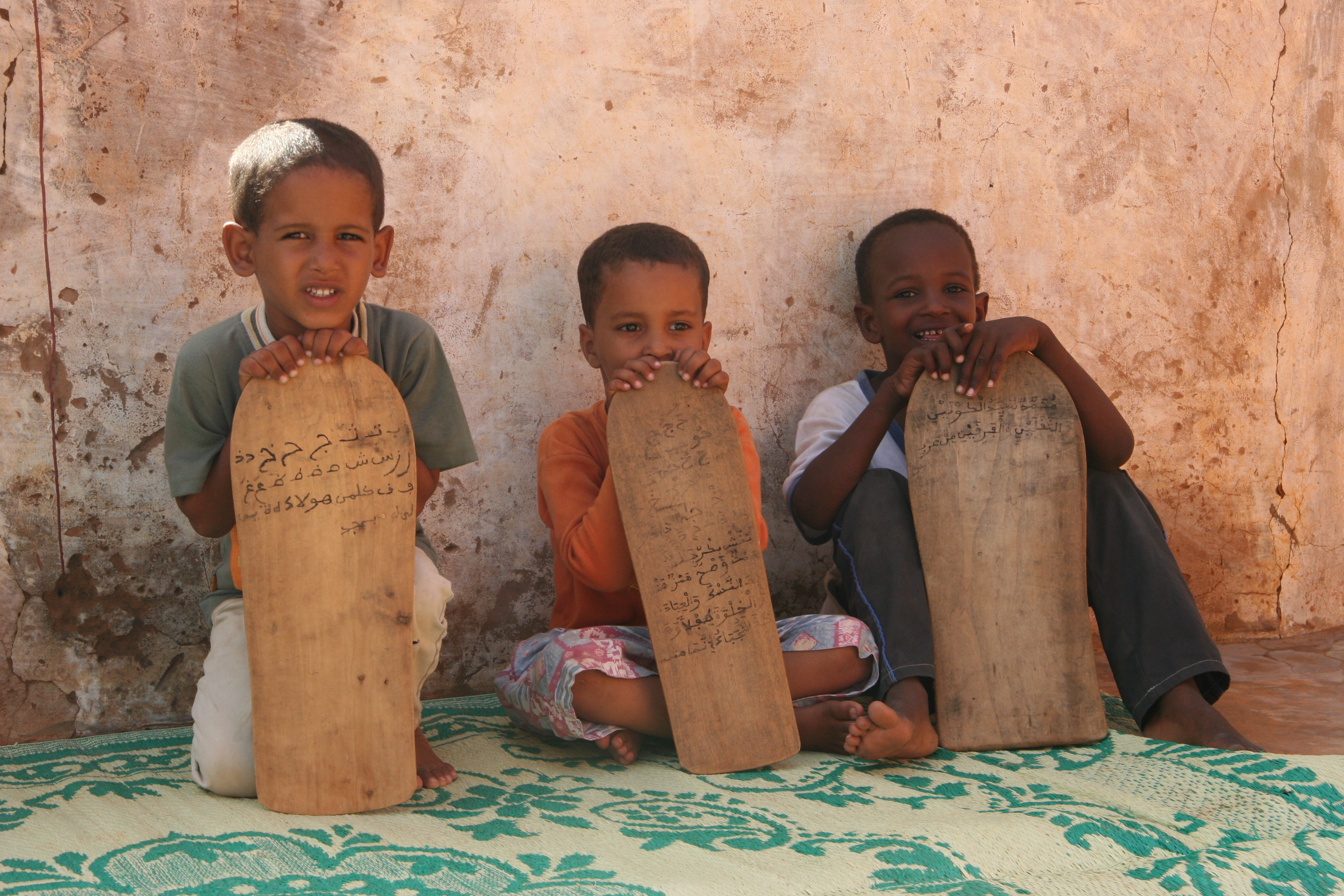
モーリタニアの学童

6歳から12歳までの初等教育が無償の義務教育期間となっており、その後6年間の総合中等教育を経て高等教育を行う。2003年の15歳以上の人口の識字率は51.2%である。

## 文化

### 宗教
スンニ派のイスラームを国教とし、1991年の憲法改正でイスラーム法（シャリーア）が正式に採用された。イスラム教徒の比率は99.1%であり、非イスラム教徒はほぼ外国人である。
イスラム教国であるが、イスラム教徒でなければ国内での飲酒は容認されており、外国人は少量ならば酒類を持ち込める。ただし、持ち込み時に税関に賄賂を渡さないと空港内で没収されるという。また繁華街では出稼ぎの中国人を相手にする中華料理店が存在しており、青島ビールが容易に入手できるなど適用は緩やかである。

### 食文化

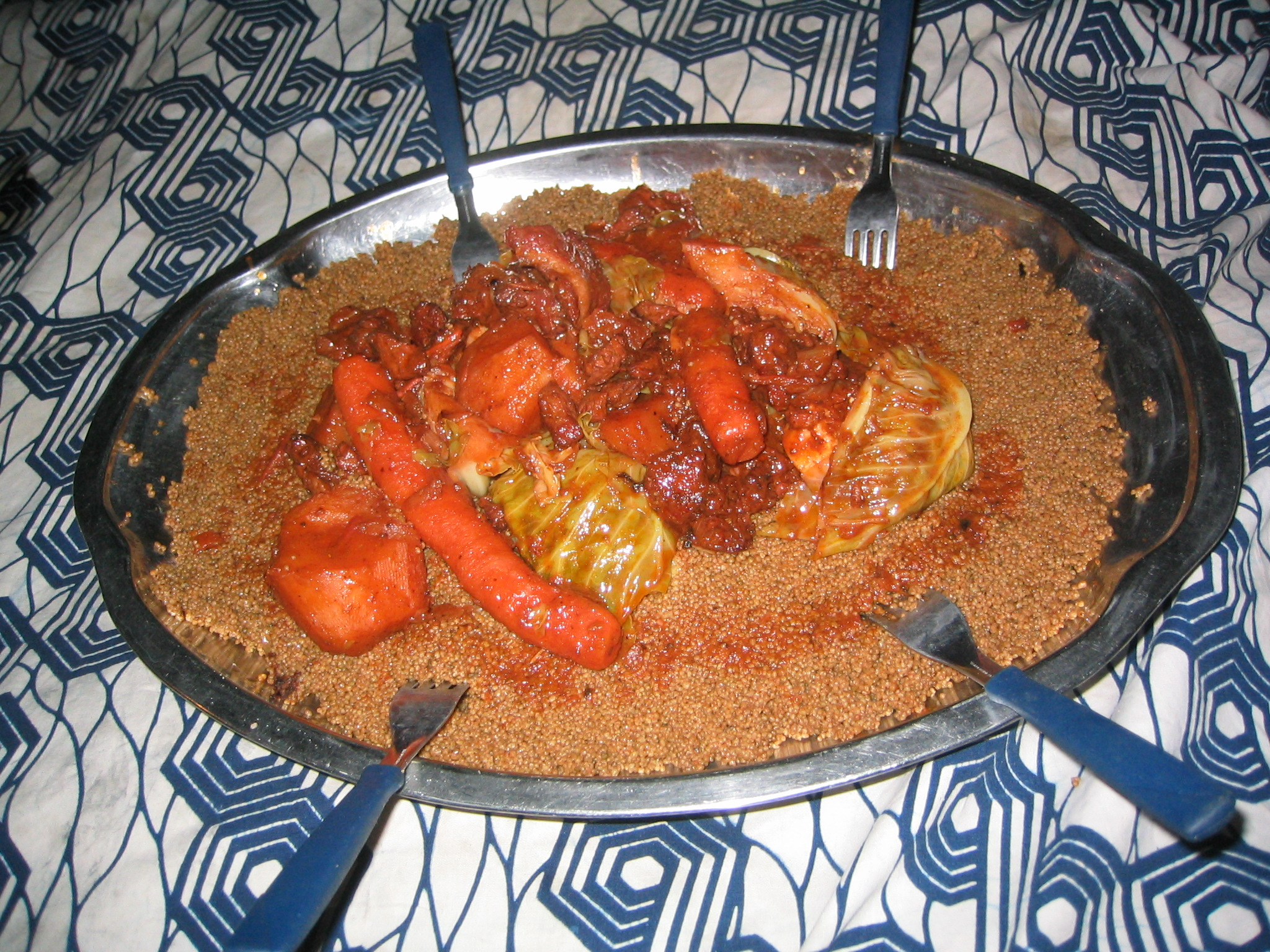
ヒトコブラクダのクスクス

肉は伝統的にヤギ、ラクダ、鶏が食されるが、イスラム教国であるため豚肉は流通していない。野菜も手に入るがほぼ輸入品であるため品質は悪い。クスクスなどの味付けにはトマトピューレが多く使われている。セネガル料理のチェブジェンもよく食されており、パック入りの状態で販売されている。
沿岸部では魚も食されるがタコやイカは気味悪がられているため、日本の協力により蛸壺を使う日本式のタコ漁が盛んになっても食べる習慣は無く、全て輸出に回されるため首都ですら流通していない。このため英語やフランス語が話せてもOctopus/Pieuvreという単語を知らずイカとタコの区別が曖昧な者もいる。
植民地時代の名残で都市部ではフランス風のパンを焼くパン屋があり、スパゲッティもよく食べられる。また茶を飲む習慣も広まったが、茶は砂糖とミントを入れて沸騰させ濃いめにし小さなグラスで3回に分けて飲むというスタイルである。なお紅茶ではなく中国茶が多く飲まれている。また日本からの支援物資であるコメも流通しており、チェブジェンにも使われている。

### 世界遺産
モーリタニアには、ユネスコの世界遺産リストに登録された文化遺産が1件、自然遺産が1件ある。

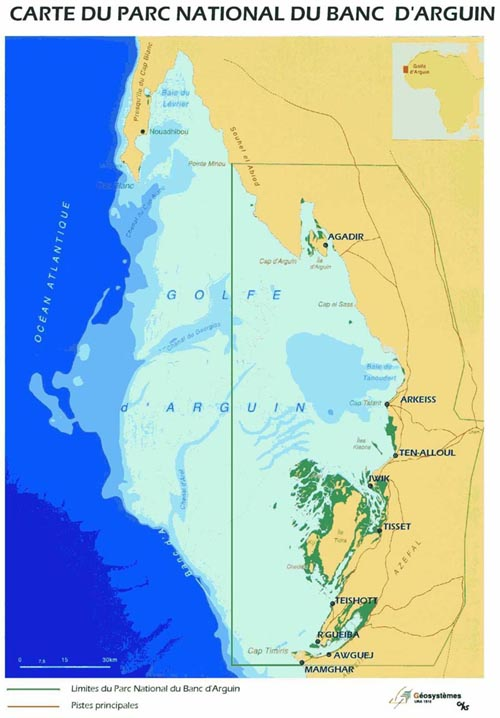
バン・ダルガン国立公園 - (1989年、自然遺産)
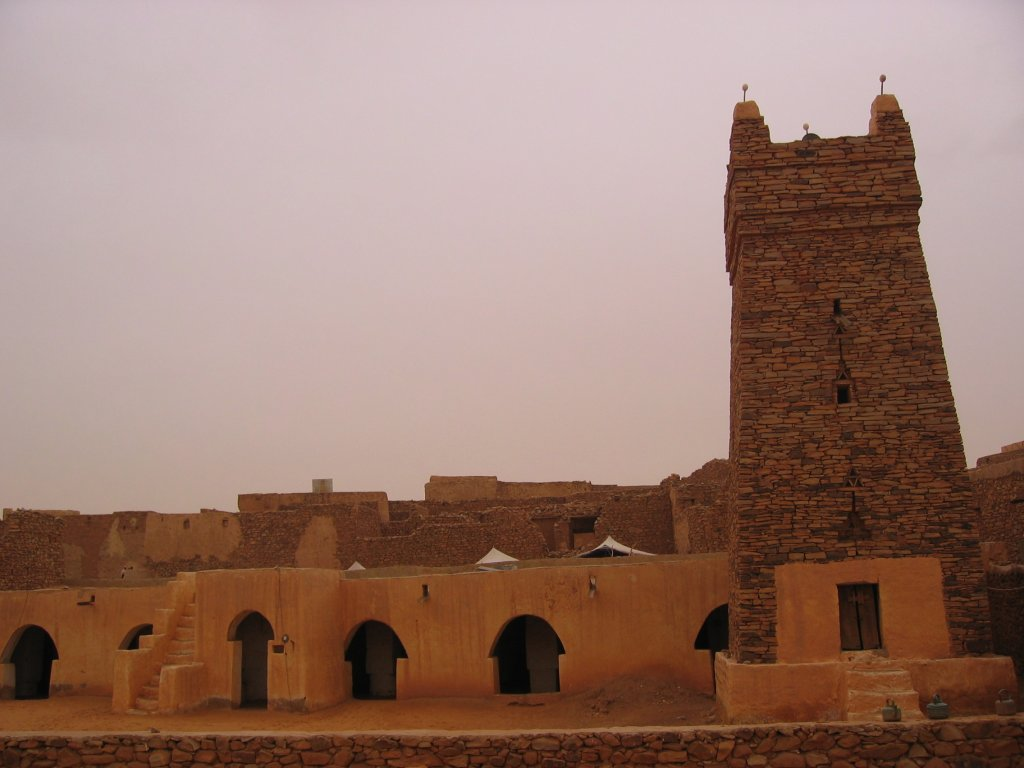
ウアダン、シンゲッティ、ティシット、ウアラタの古いクスール - (1996年、文化遺産)

### 祝祭日
| 日付                    | 日本語表記                       | 現地語表記(アラビア語) | 備考     |
| ----------------------- | -------------------------------- | ---------------------- | -------- |
| 1月1日                  | 元日                             | رأس السنة              |          |
| 5月1日                  | メーデー                         | عيد الشغل              |          |
| 5月25日                 | アフリカの日                     | يوم افريقيا            |          |
| 11月28日                | 独立記念日                       | عيد الإستقلال          |          |
| ヒジュラ暦第1月1日      | イスラム教元日                   | رأس السنة              | 移動祝日 |
| ヒジュラ暦第3月12日     | 預言者生誕祭                     | عيد المولد             | 移動祝日 |
| ヒジュラ暦第10月1-2日   | イド・アル＝フィトル(断食明け祭) | عيد الفطر              | 移動祝日 |
| ヒジュラ暦第12月10-11日 | イド・アル＝アドハー(犠牲祭)     | عيد الأضحي             | 移動祝日 |

### スポーツ
サッカー
モーリタニアでも他のアフリカ諸国同様、サッカーが国内で最も人気のスポーツであり、1976年にサッカーリーグのスーパーD1が創設されている。モーリタニア・イスラム共和国サッカー連盟によって編成されるサッカーモーリタニア代表は、これまでFIFAワールドカップには未出場である。

## 治安
アフリカ諸国の中では比較的良いという。しかし、それはアフリカ諸国のみの話であり、他の国と比べると、あまり良くない傾向にある。外務省の危険レベルは、大部分はレベル2〜3であり、レベル1の地区は首都ヌアクショットやロッソ、アクジュージュト周辺のみ。また、マリ、アルジェリア国境では、最高レベルのレベル4となっており、退避を勧告している。

## 社会問題

### 賄賂
外国人に対しては郵便局で荷物を受け取る際に高額な手数料を要求するなど、行政組織の腐敗も根強く残っている。

### 人種差別
ベルベル人とアラブ人の混血である、イスラム教徒のムーア人（モール人）が社会の上層を占める。ムーア人と黒人が対立する構図は、独立後も続いている。

### 奴隷制
独立後も奴隷制が続いていたが、1980年に公式には奴隷制が廃止された（公式には世界奴隷制消滅宣言）。ただし、その後も実態として虐待を伴う奴隷制は続き、若干の賃金が与えられているだけとの指摘もある。2003年には再び人身売買を禁止する法律が公布された。

### ガヴァージュ
少女を強制的に肥満化させる風習があり、「ガヴァージュ（gavage）」または「ルブル」と呼ばれる。農耕に向かないサハラ砂漠が広がるモーリタニアとその周辺では伝統的に、太った女性は豊かな家庭の象徴とみなされ、男性からも好まれた。
このため各家庭では娘を美しくして良い結婚をさせるため、少女時代に強制的に太らせるようになった。砂糖を加えたラクダの乳や雑穀の粥、クスクスなどを大量に飲み食いさせ、拒否すれば木の万力でつま先や手の指を挟む罰を与えることもあった。さらに運動を制限し、食欲を増進する薬を使う場合もあった。
モーリタニア政府の2011年時点の調査によると、10歳までに太るような生活を強いられた経験を持つモーリタニア人女性は約6割だった。ルブルで死亡した少女もいるうえ、肥満は心臓疾患、糖尿病、関節炎など健康被害をもたらす。このため政府の社会問題・子供・家庭省はルブル撲滅を国民に訴えており、以前より減っている。

### 砂漠化
国土の砂漠化が著しく、首都ヌアクショット周辺の住宅地も砂漠に飲み込まれ、放棄されている。